# Kaliumvätekarbonat
Kaliumvätekarbonat eller kaliumbikarbonat är ett salt av kalium och kolsyra med formeln KHCO3.

## Egenskaper
Kaliumvätekarbonat är lösligt i vatten, men inte i etanol. Vattenlösningens pH blir ca 8,6. När kaliumvätekarbonat värms upp över 100 °C sönderfaller det till kaliumkarbonat (K2CO3), vatten och koldioxid.
{\displaystyle {\rm {2\ KHCO_{3}\ {\xrightarrow {\Delta }}\ K_{2}CO_{3}+H_{2}O+CO_{2}}}}

## Framställning
Kaliumvätekarbonat framställs genom att låta kaliumkarbonat reagera med koldioxid och vatten.
K2CO3 + CO2 + H2O → 2 KHCO3
Visserligen bildas liten del (någon procent) vätekarbonatjoner när kaliumkarbonat löses i vatten.
{\displaystyle {\rm {K_{2}CO_{3}+H_{2}O\rightarrow }}}2K+ HCO3- + OH-
men detta är ingen framställningsmetod. Om vattnet dunstar återbildas kaliumkarbonat.

## Användning
Kaliumbikarbonat används huvudsakligen som en källa till koldioxid i till exempel bakpulver och i pulversläckare.
Det används också som surhetsreglerande medel i till exempel bordsvatten.
Kaliumbikarbonat används också inom jordbruk som ett miljövänligt bekämpningsmedel mot mjöldagg.